# South West Queensland
Koordinaten: 26° 24′ S, 146° 15′ O
South West Queensland ist eine abgelegene Region im australischen Queensland, die ein Gebiet von 319,808 km² umfasst. Die Region liegt südlich von Central West Queensland und westlich der Darling Downs und beinhaltet den Maranoa-Distrikt und Teile des Channel Country. Das Gebiet ist für seine Viehherden, Baumwollfarmen, Opale und Erdöl- und Erdgaslagerstätten bekannt.
Die Division Maranoa ist der dortige Bezirk zur Wahl der Regierung von Australien. LGAs sind die Maranoa Region, der Balonne Shire, Paroo Shire, Murweh Shire, Bulloo Shire und Quilpie Shire. South West Queensland hat eine Bevölkerung von 26.489 Menschen.
In der Region erfolgt die Informationsübertragung durch die ABC Western Queensland, eine Radiostation.

## Geschichte

### Aborigines
Die dortige indigene Gesellschaft handelte mit Gebrauchsgegenständen und förderte den sozialen Zusammenhalt. Im Gebiet von South West Queensland wuchs die Pflanze Duboisia hopwoodii, mit der sie handelte und mit der der traditionelle Kautabak hergestellt wurde.

### Europäer
Die östlichen Gebiete der Region um den unteren Warrego River wurden zuerst von Thomas Livingstone Mitchell 1845 erkundet. Die Besiedlung durch Milchbauern begann allerdings erst nach der Expedition von William Landsborough in 1862.

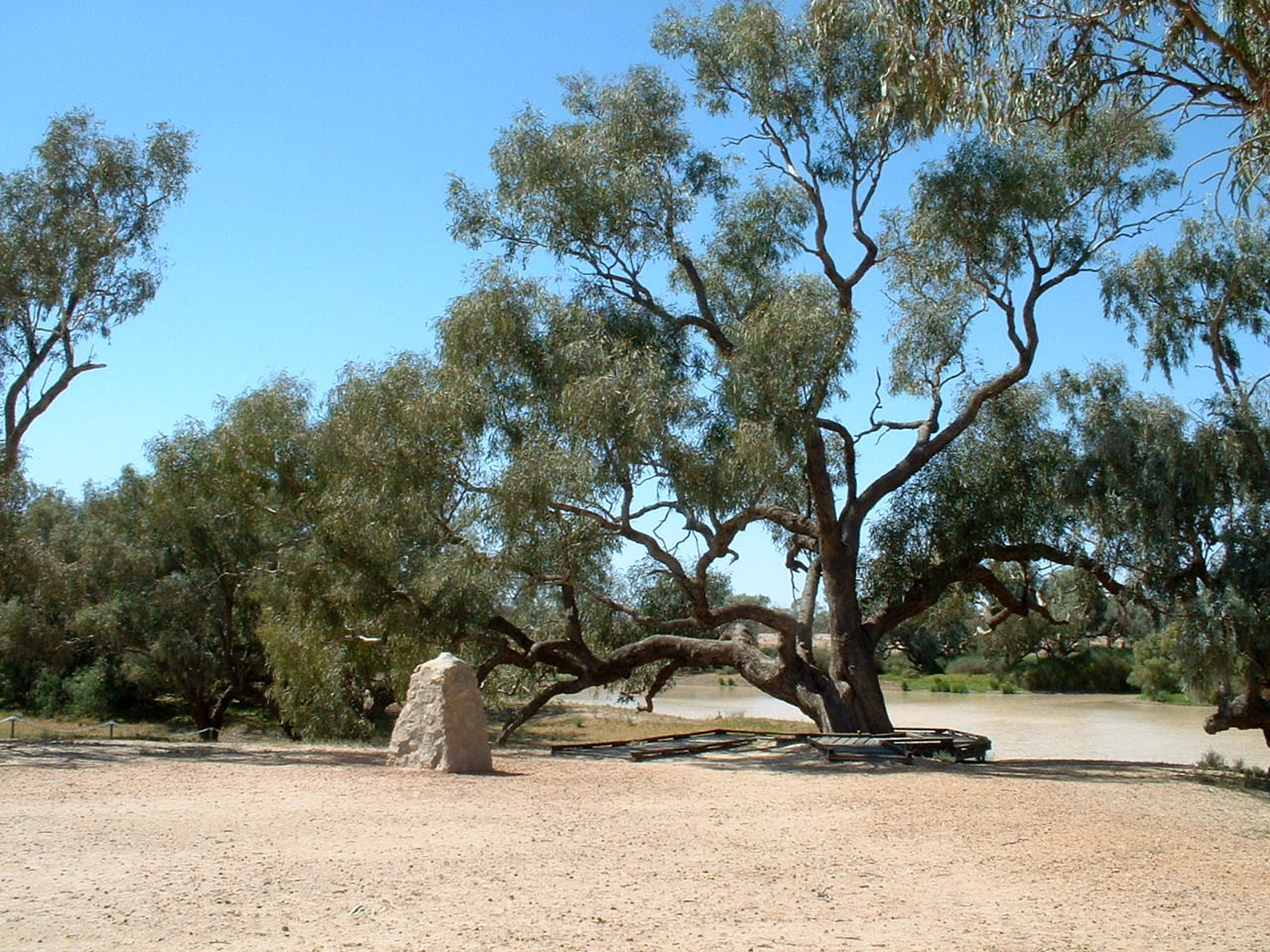
Der Burke and Wills Dig Tree am Bullah Bullah Waterhole am Cooper Creek, 2008

1860 kamen Robert O’Hara Burke und William John Wills auf der Burke-und-Wills-Expedition von Melbourne zum Golf von Carpentaria în dieses Gebiet um große Gebiete im Inland Australiens zu erforschen, die den europäischen Siedlern nicht bekannt waren. Ein wichtiger Treffpunkt, den die Entdecker nutzten war ein Depot an dem Wasserloch Bullah Bullah am Cooper Creek. Nachdem sie die nördliche Küstenlinie wegen der Mangrove-Sümpfe im Mündungsgebiet des Flinders River nicht erreichten und ihre Vorräte knapp wurden, entschieden die vier Expeditionsmitglieder umzukehren. Ein Expeditionsmitglied starb auf em Rückweg, die anderen drei kamen sie auf tragische Weise ums Leben, weil sie eine Rettungsexpedition am Treffpunkt am Copper Creek lediglich um Stunden verpassten.
In den westlichen Teilen dieser Region Western fällt im Jahresdurchschnitt 150 mm Regen. Weiter östlich um St. George, fallen durchschnittlich 500 mm je Jahr. Das geringe Wasservorkommen behinderte die frühe Milchwirtschaft. Nachdem das Great Artesian Basin entdeckt worden war und durch Bohrungen erschlossen wurde, war es möglich Schaf- und Viehzucht zu betreiben.
Eine Kutschen-Manufaktur baute Cobb&Co 1893 in Charleville auf, als sich während der 1880er Jahre die Kutschendienste in der Region entwickelten. Cobb&Co war Australien berühmtestes historisches Kutschenunternehmen, das Passagiere und Post über Land transportierte. Die Kutschen, die es hergestellte, konnten acht Passagiere transportieren und waren bekannt für ihre Widerstandskraft, Stabilität und nachgebende Federung.
1922 flog Qantas erstmals Charleville mit regelmäßig an.

## Geographie

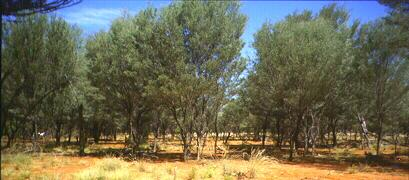
Mulga-Buschland (2006)

Die nördliche Ausdehnung der Sturts Steinige Wüste in South West Queensland liegt um ein Gebiet, das als Cameron Corner bekannt ist. Teile des Cooperbeckens liegen in dieser Region. Dieses Sedimentbecken beinhaltet das bedeutendste Erdöl- und Erdgasvorkommen auf dem australischen Kontinent. Near Roma at Hospital Hill, Australia's first natural gas strike was made.  Oil was found in the region in 1961. Auch das Eromanga-Becken mit seinem Erdölvorkommen liegt in South West Queensland. Wirtschaftlich verwertbare Mengen von Erdgas wurden 1976 und Erdöl 1978 entdeckt. Der Tookoonooka-Krater, ein großer Einschlagkrater befindet sich dort, der allerdings an der Erdoberfläche nicht erkennbar ist.

### Bedeutende Siedlungen

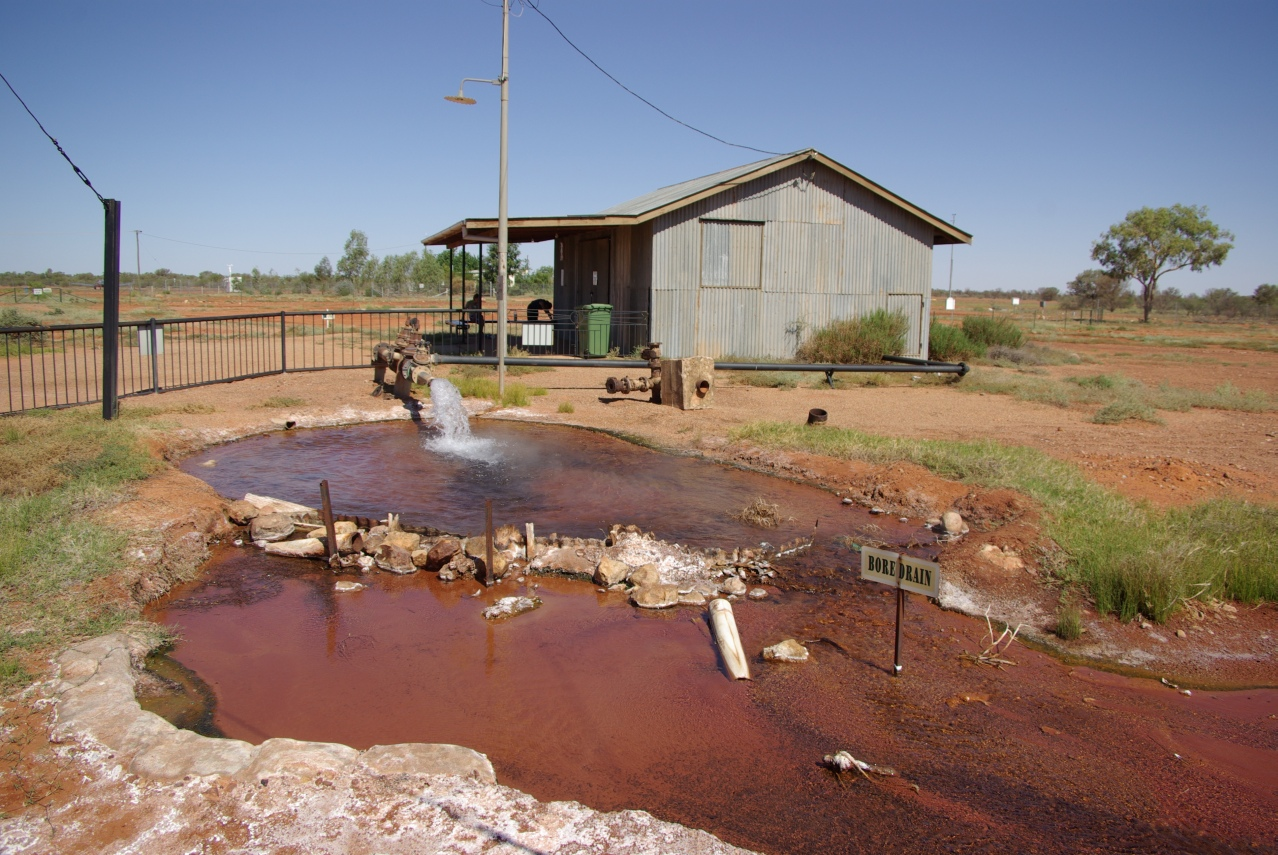
Wasserbohrloch im Great Artesian Basin bei Thargomindah (2007)

Die bedeutendsten Städte in South West Queensland sind Charleville, Roma, Augathella, Windorah, Thargomindah, St George und Cunnamulla. Cunnamulla hat die größte Eisenbahnverladestation von Baumwolle im Eisenbahnnetz von Queensland. Australiens größte Baumwollfarm, die Cubbie Station bei St George, bedeckt 93.000 ha.
Kleinere Städt sind Amby, Injune, Jackson, Mitchell, Muckadilla, Mungallala, Surat, Wallumbilla, Yuleba, Alton, Bollon, Boolba, Dirranbandi, Hebel, Mungindi, Nindigully, Thallon, Coongoola, Eulo, Humeburn, Tuen, Wyandra, Yowah, Bakers Bend, Morven, Nive, Sommariva, Thargomindah, Hungerford, Noccundra, Nockatunga, Norley, Oontoo, Quilpie, Adavale, Cheepie, Eromanga und Toompine. Cooladdi ist eine Geisterstadt mit sechs Einwohnern.

### Flüsse

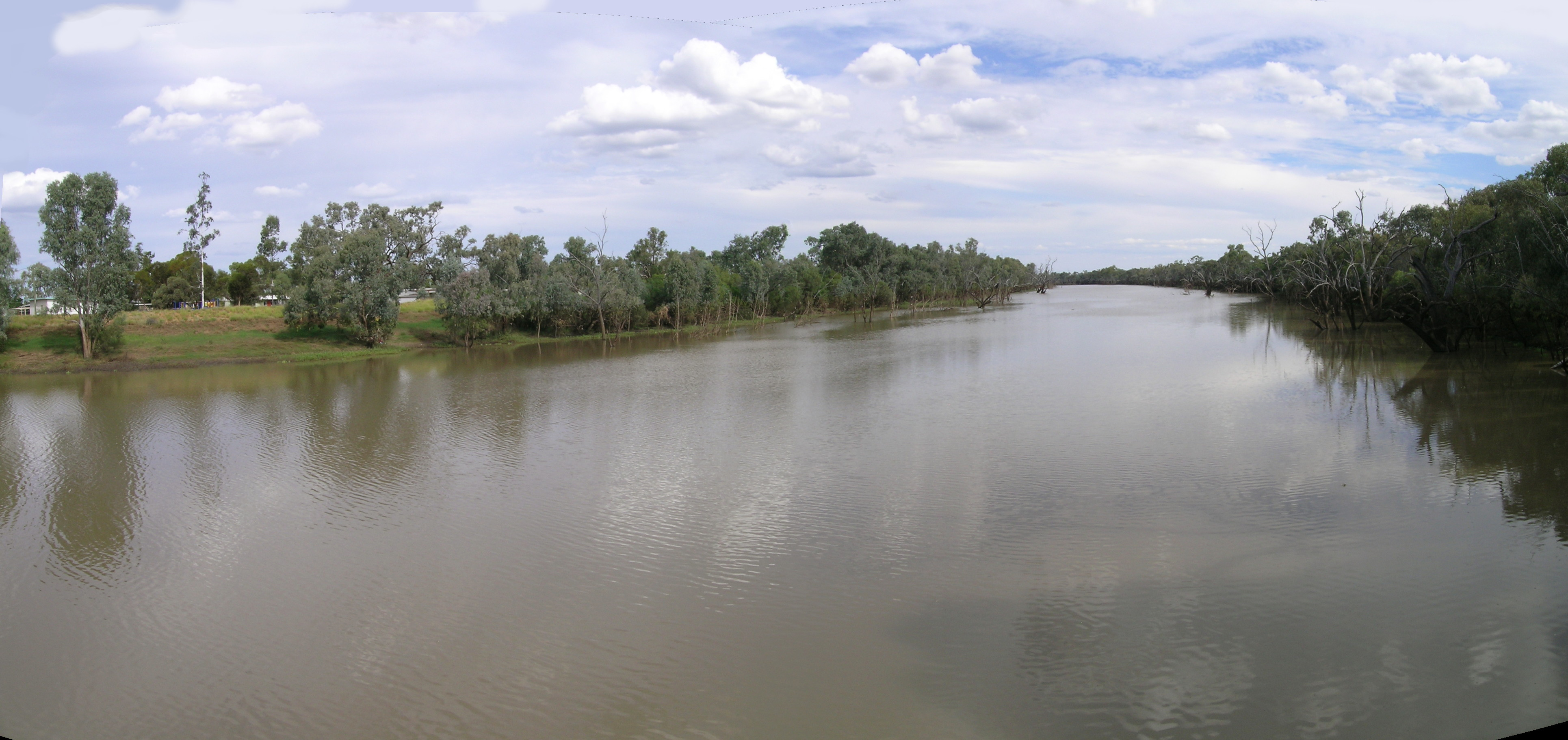
Der Warrego River bei Cunnamulla (2010)

Die Wasserwege die South West Queensland durchqueren sind der Warrego, Maranoa, Merivale, Balonne und seine Nebenflüsse wie Bokhara River, Culgoa, Wilson und Cooper Creek. Der Balonne River wird für ein extensives Bewässerungsnetzwerk genutzt. Das Bulloo River System ist das einzige geschlossene Flusssystem Australiens.

### Nationalparks
Zahlreiche Gebiete sind zu Nationalparks erklärt worden, der Alton-Nationalpark, Chesterton-Range-Nationalpark, Culgoa-Floodplain-Nationalpark, Currawinya-Nationalpark, Diamantina-Nationalpark, Idalia-Nationalpark, Lake-Bindegolly-Nationalpark, Mariala-Nationalpark, Thrushton-Nationalpark und Tregole-Nationalpark. Bowra Sanctuary ist ein Naturreservat bei Cunnamulla, das von Australian Wildlife Conservancy verwaltet wird.

## Transport

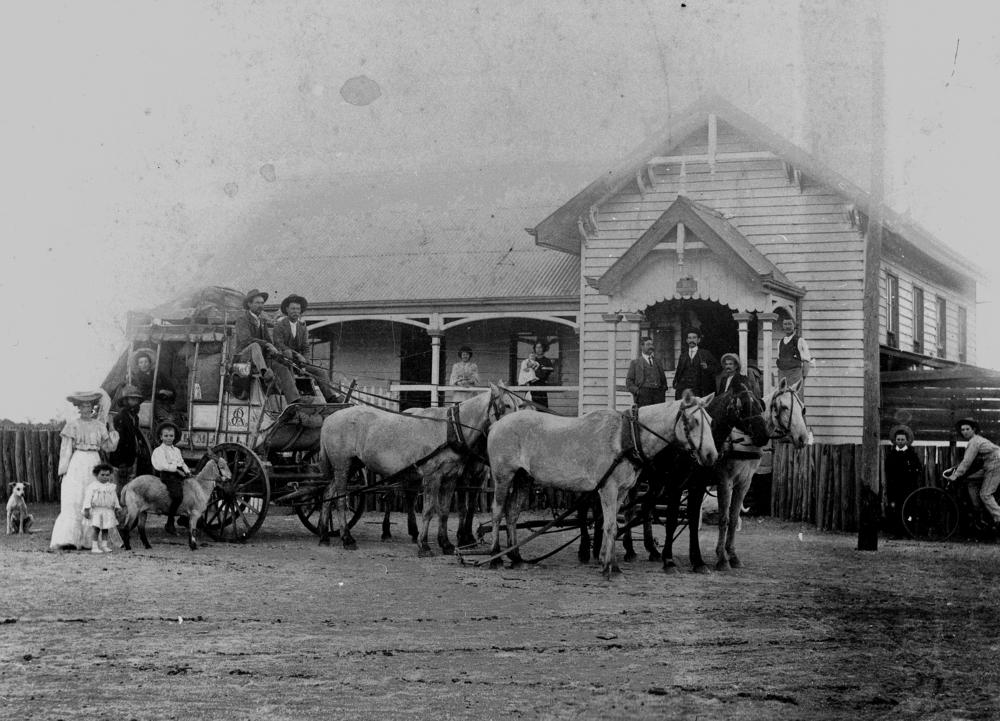
Kutschenstation am Adavale-Postbüro (1907)

Hauptstraßen in der Region beinhalten den Mitchell Highway, der aus dem Outback von New South Wales führt und Balonne Highway, der vom Osten von St George bis Cunnamulla reicht. Der Warrego Highway führt in Ost-West-Richtung durch den Norden der Region. Die Nordspitze des Castlereagh Highway durchquert den Südosten der Region und schließt bei St George ab. Durch St George führt der Carnarvon Highway und die Diamantina Development Road, die nach und nach befestigt wird.
Sieben Flughäfen gibt es Dirranbandi-Flughafen, Roma-Flughafen, St-George-Flughafen, Charleville-Flughafen, Thargomindah-Flughafen, Cunnamulla-Flughafen und Quilpie-Flughafen. 1888 erreichte die Eisenbahnlinie der Western Railway erreichte Charleville.
Eine Regionalbahn von Cunnamulla wurde 1898 eröffnet. Heute führt der Reisezug The Westlander von Brisbane bis Charleville, die Linie der South Western Railway führt über Thallon in die Südostecke der Region.

## Umwelt
Bioregionen des Gebiets bestehen aus Mulgaland. Mulga wächst entweder als Gebüsch oder kleinen Baum, der sich im ariden Outback Australiens in trockenen Gebieten ausbreitet. Es gibt eine isolierte Population von Rufous-crowned Emu-wren, die in Gebieten von Spinifex bewachsenem Land leben. Der Dingo Fence führte durch die Region, der weltlängste Zaun.
Die Region ist bedeckt von rotem, braunem und grauem Ton. Roter Sand und Erde dominieren, das ist typisch für das aride Australien.

## Opal

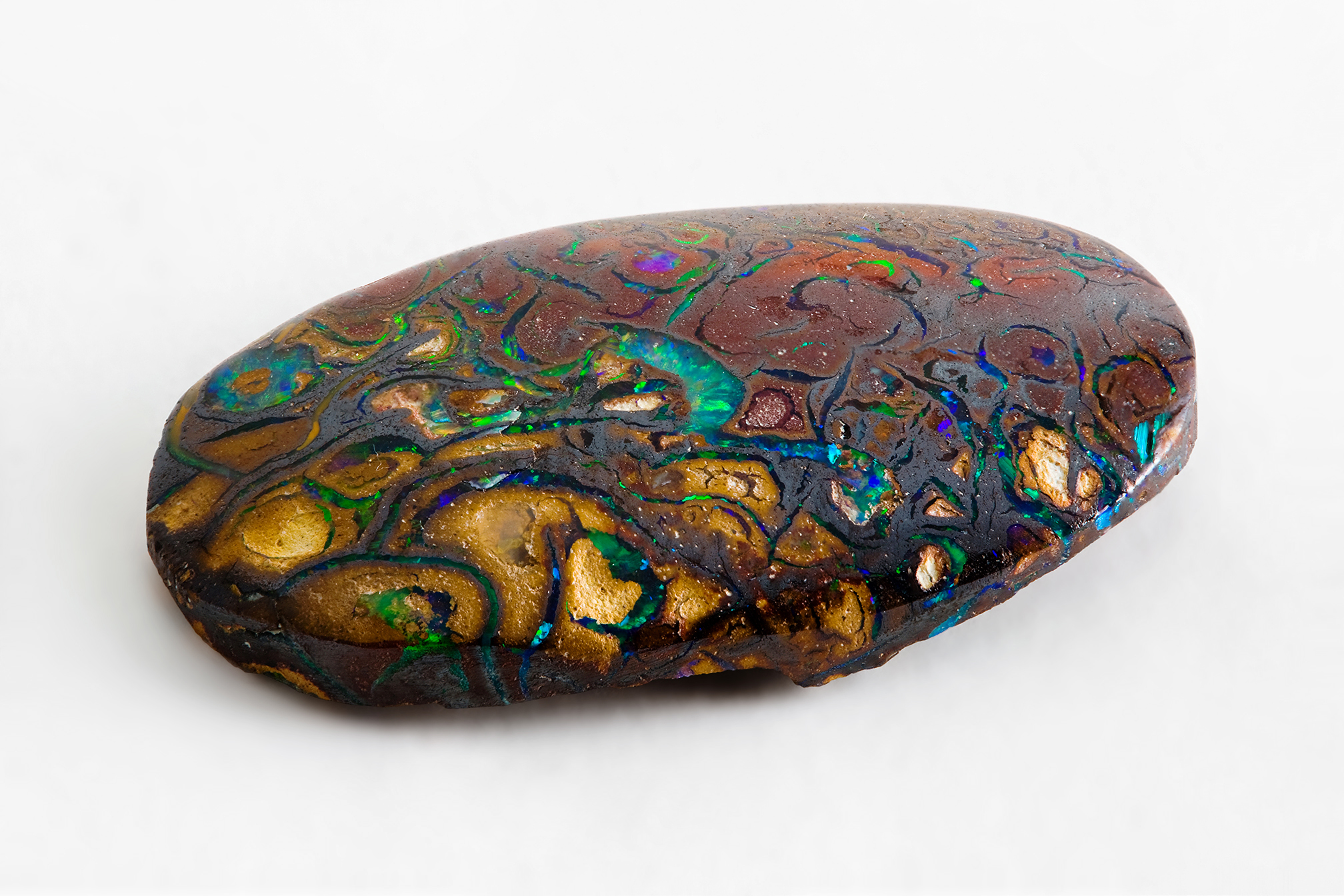
Polierter Opal aus Yowah

In Adavale wurde der erste Opal Australiens gefunden. Der Geisterstadt Yowah wurde an einem Opalfeld errichtet als der Opalabbau in den 1870er Jahren begann. Opale wurden auch in Quilpie, Eulo und im nördlichen New South Wales gefunden.